# Campeonato Capixaba de Futebol Feminino de 2023
O Campeonato Capixaba de Futebol Feminino de 2022 foi a décima terceira edição deste campeonato de futebol feminino organizado pela Federação de Futebol do Estado do Espírito Santo (FES). Foi disputado por oito equipes entre os dias 18 de junho a 27 de agosto. Dentre os participantes, notar o F.C.Estadual que é o antigo Aster Brasil. Como estreante, temos o Harpia FC, time de São Mateus. 
A fase final foi, novamente, entre o 
Prosperidade e Vila Nova, sendo mais uma vez vencida pelo clube vilavelhense, agora com 9 títulos, sendo 8 em sequência.
O clube conquistou seu nono título na história da competição após vencer os dois jogos da decisão, com o título a equipe se classificou para Série A3 de 2023.

## Formato e participantes
O Campeonato Capixaba Feminino foi realizado em três fases. Na primeira, as oito equipes jogaram em turno e returno entre si, sendo que as quatro primeiras colocadas ao término dessa fase, avançam para as Semifinais. As Semifinais, bem como as Finais, também foram jogadas em jogos de ida e volta.
| Equipe             | Cidade      | Títulos                                             | Ref.  |
| ------------------ | ----------- | --------------------------------------------------- | ----- |
| F.C. Estadual      | Serra       | —                                                   | [ 5 ] |
| A. D. Harpia FC    | São Mateus  | —                                                   | [ 5 ] |
| Prosperidade       | Vargem Alta | —                                                   | [ 5 ] |
| São Geraldo        | Serra       | —                                                   | [ 5 ] |
| Serra              | Serra       | —                                                   | [ 5 ] |
| C.A. Guarapariense | Guarapari   | —                                                   | [ 5 ] |
| Vila Nova-ES       | Vila Velha  | 8 (2010, 2015, 2016, 2017, 2018, 2019, 2021 e 2022) | [ 5 ] |
| Vilavelhense       | Vila Velha  | —                                                   | [ 5 ] |

## Fase final
|  | Semifinais          | Semifinais   | Semifinais | Semifinais |   |              | Final | Final | Final | Final |
|  |                     |              |            |            |   |              |       |       |       |       |
|  | C. A. Guarapariense | 1            | 1          | 2          |   |              |       |       |       |       |
|  | Vila Nova-ES        | 4            | 4          | 8          |   |              |       |       |       |       |
|  | Vila Nova-ES        | 4            | 4          | 8          |   | Vila Nova-ES | 3     | 3     | 6     |       |
|  |                     |              |            |            |   | Vila Nova-ES | 3     | 3     | 6     |       |
|  |                     | Prosperidade | 1          | 0          | 1 |              |       |       |       |       |
|  | F.C. Estadual       | Prosperidade | 1          | 0          | 1 | 1            | 0     | 1     |       |       |
|  | F.C. Estadual       |              |            |            |   | 1            | 0     | 1     |       |       |
|  | Prosperidade        | 5            | 2          | 7          |   |              |       |       |       |       |